# ダンディズム!
ロマンチック・レビュー『ダンディズム!』（Dandyism）は、宝塚歌劇団花組で上演されたレビュー作品。作・演出は岡田敬二、宝塚・東京は24場。1995年6月30日から8月7日にかけて宝塚大劇場、同年11月3日から11月27日にかけて東京宝塚劇場で上演された。1996年9月14日から10月6日にかけて全国ツアーが行われた。併演は『エデンの東』。

## 概要
ロマンチック・レビュー第9弾となるこの作品は、男性の魅力を追求した内容で構成され、真矢みき、純名里沙の花組トップスター披露公演となった。なお、2006年に続編として『ネオ・ダンディズム! - 男の美学 -』が、2021年に第3弾として『モアー・ダンディズム!』が上演された。
東京では一部、変更点がある。

## 地方公演(全国ツアー)の日程
- 9月14日・15日　市川市文化会館[5]
- 9月16日　川口総合文化センター[5]
- 9月18日・19日　静岡市民文化会館[5]
- 9月21日・22日　仙台・イズミティ21[5]
- 9月23日・24日　宇都宮市文化会館[5]
- 9月26日　呉市文化ホール[5]
- 9月27日 - 29日　広島郵便貯金会館[5]
- 10月1日・2日　鹿児島県文化センター[5]
- 10月4日 - 6日　福岡市民会館[5]

## 場面（宝塚・東京）
※配役は宝塚のもの
第一章　オープニング
- 音楽：吉崎憲治
- 振付：羽山紀代美

橙、青、緑、黄色などのスーツとソフト帽にスパッツスタイルのダンディーズとレディーズが大階段で踊る。
- Mr.ダンディー - 真矢みき
- 歌うレディー - 純名里沙

第二章　ダンディズムとは
- 音楽：吉崎憲治
- 振付：羽山紀代美

イギリス紳士とヤング・ジェントルマンが"ダンディズム"について歌う。
- ヤング・ジェントルマン - 愛華みれ、紫吹淳、夏城令、伊織直加
- エスカイヤマン - 未沙のえる

第三章　憧れの人
- 音楽：高橋城
- 振付：喜多弘

ジュディ・ガーランド風の夢見る乙女がミスター・ダンディを想って歌う。Mr.ダンディは、ハスラー風、貴公子風等に変身して少女の前に現れる。
- Mr.ダンディ - 真矢みき
- ジュディ - 純名里沙

第四章　男のエレガンス
- 音楽：甲斐正人
- 振付：山田卓

カンカン帽にタキシード姿のヤング・ジェントルマンが歌う。また、紳士・淑女が"キャリオカ"にのって歌う。
- ヤング・ダンディーズ、キャリオカの男A - 海峡ひろき、愛華みれ、紫吹淳、匠ひびき、初風緑、伊織直加
- キャリオカの男S -真矢みき
- キャリオカの淑女S - 純名里沙
- キャリオカの女 - 美月亜優、詩乃優花、夢乃千琴、萌水せりか、みずき愛、鈴懸三由岐

第五章　ハードボイルド
- 音楽：甲斐正人
- 振付：羽山紀代美

白黒のジャケットを着たハードボイルドタッチの二人の男が強力なライトの中で妖しげにタンゴを踊る。
- 白黒ジャケットの男 - 紫吹淳、匠ひびき
- ハードボイルドの男S - 海峡ひろき、愛華みれ、紫吹淳、匠ひびき
- ハードボイルドの女S - 美月亜優、詩乃優花
- ハードボイルドの歌手 - 真矢みき

第六章　フォーエバー <秘められし恋>
- 音楽：吉崎憲治
- 振付：羽山紀代美

マドンナの美声に聞きほれてしまうアルルカン。彼女は崇拝者達に囲まれて去っていく。アルルカンは、マドンナへの切ない思いを歌う。
- アルルカン - 真矢みき
- マドンナ - 純名里沙
- ページ - 千波ゆう、朝海ひかる

第七章　ザ･ロケット
- 音楽：高橋城
- 振付：尚すみれ

ロケットダンサー達による演技。
- ロケット - 瀬奈じゅん、朝比奈慶、大鳥れい、霧矢大夢、舞風りら、蘭香レア、他

第八章　フィナーレ
- 音楽：高橋城
- 振付：尚すみれ

大階段上に現れた海賊風の男が、作詞・真矢みきの「初めての日のように」を歌う。8人のシャルマントを相手に踊る。そして、パレードになる。
- 歌うパイレーツ、フィナーレの紳士S - 真矢みき
- エイトシャルマン - 海峡ひろき、愛華みれ、紫吹淳、匠ひびき、夏城令、初風緑、伊織直加、千波ゆう
- カゲソロ - 妃宮玲子
- フィナーレの淑女S - 純名里沙
- エトワール - 渚あき

## 主な出演者

### 宝塚・東京（一部、配役も含む）
宝塚
- Mr.ダンディー、キャリオカの歌手、ハードボイルドの歌手、歌うアルルカン、歌うパイレーツ、フィナーレの紳士S - 真矢みき[3]
- 歌うレディー、ジュディ、キャリオカの淑女S、マドンナ、フィナーレの淑女S - 純名里沙[3]
- ヤング・ジェントルマン、ヤング・ダンディーズ、キャリオカの男A、ハードボイルドの男S、エイトシャルマン - 愛華みれ[3]

- 海峡ひろき
- 美月亜優
- 詩乃優花
- ヤング・ジェントルマン、ヤング・ダンディーズ、キャリオカの男A、ハードボイルドの男S、エイトシャルマン - 紫吹淳[3]
- 匠ひびき
- 渚あき
- 初風緑

東京の変更点
- コンチネンタルの男 - 愛華みれ[4]

他、宝塚歌劇団花組生徒

### 全国ツアー（配役も含む）
- Mr.ダンディー、キャリオカの男S、ハードボイルドの歌手、歌うアルルカン、歌うパイレーツ、フィナーレの紳士S - 真矢みき[5]
- 歌うレディー、ジュディ、キャリオカの女S、マドンナ、コンテッサ、フィナーレの淑女S - 純名里沙[5]
- コンチネンタルの男、ハードボイルドの男S、シャルマン - 匠ひびき[5]

## スタッフ（宝塚・東京）
※氏名の後ろに「宝塚」、「東京」の文字がなければ両公演共通。
- 作･演出：岡田敬二[2]
- 作曲[3]・編曲[3]：吉崎憲治、高橋城、甲斐正人
- 編曲：宮原透[3]
- 音楽指揮：小高根凡平（宝塚）[3]、清川知己（東京）[4]
- 振付[3]：喜多弘、羽山紀代美、尚すみれ、山田卓
- 装置：大橋泰弘[3]
- 衣装：任田幾英[3]
- 照明：勝柴次朗[3]
- 音響：加門清邦[3]
- 小道具：万波一重[3]
- 効果：中屋民生[3]
- 演出補：中村暁[3]
- 演出助手[3]：木村信司、植田景子
- 装置補：新宮有紀[3]
- 衣装補：田口美香[3]
- 演奏：東宝オーケストラ（東京）[4]
- 舞台進行：豊田登[3]
- 舞台監督[4]：佐田民夫（東京）、伏見悦男（東京）、八木千寿子（東京）、斉藤安彦（東京）
- 製作担当：津村健二（東京）[4]
- 制作：久保孝満[3]
- 衣装生地提供：株式会社クラレ[3]
- 制作・著作：宝塚歌劇団